# Tentáculo (Marvel Comics)
O Tentáculo (The Hand no original em inglês) é uma organização fictícia de vilões que aparece nas revistas americanas publicadas pela Marvel Comics.
O Tentáculo é uma ordem de ninjas místicos do mal que estão fortemente envolvidos com o crime organizado e atividades mercenárias, tais como planos de assassinato. O Tentáculo cobiça poder acima de todos os outros objetivos. Eles baseiam-se principalmente no Japão, mas operam internacionalmente. Eles foram fundados em 1588 como uma sociedade secreta de samurai nacionalista japonês, mas logo foram cooptados por um clã ninja antigo que serve a um demônio primordial conhecido apenas como "A Besta".
Membros do Tentáculo são praticantes de magia oculta poderosa e pode matar uma pessoa e trazer essa pessoa de volta à vida como um servo do Tentáculo, mas alguns são conhecidos por terem revertido essa programação. O adversário mais perigoso do Tentáculo é O Casto, um bando de guerreiros liderados por Stick, o mestre das artes marciais cegas e mentor de Matt Murdock, que cresceu para se tornar o fantasiado lutador do crime Demolidor.

## Na cultura popular
O Clã do Pé das histórias em quadrinhos das Tartarugas Ninja e todas as mídias relacionadas foram criados como uma homenagem ao Tentáculo.